# Johan van Dorth
 (août 2020).
Si vous disposez d'ouvrages ou d'articles de référence ou si vous connaissez des sites web de qualité traitant du thème abordé ici, merci de compléter l'article en donnant les références utiles à sa vérifiabilité et en les liant à la section « Notes et références ».

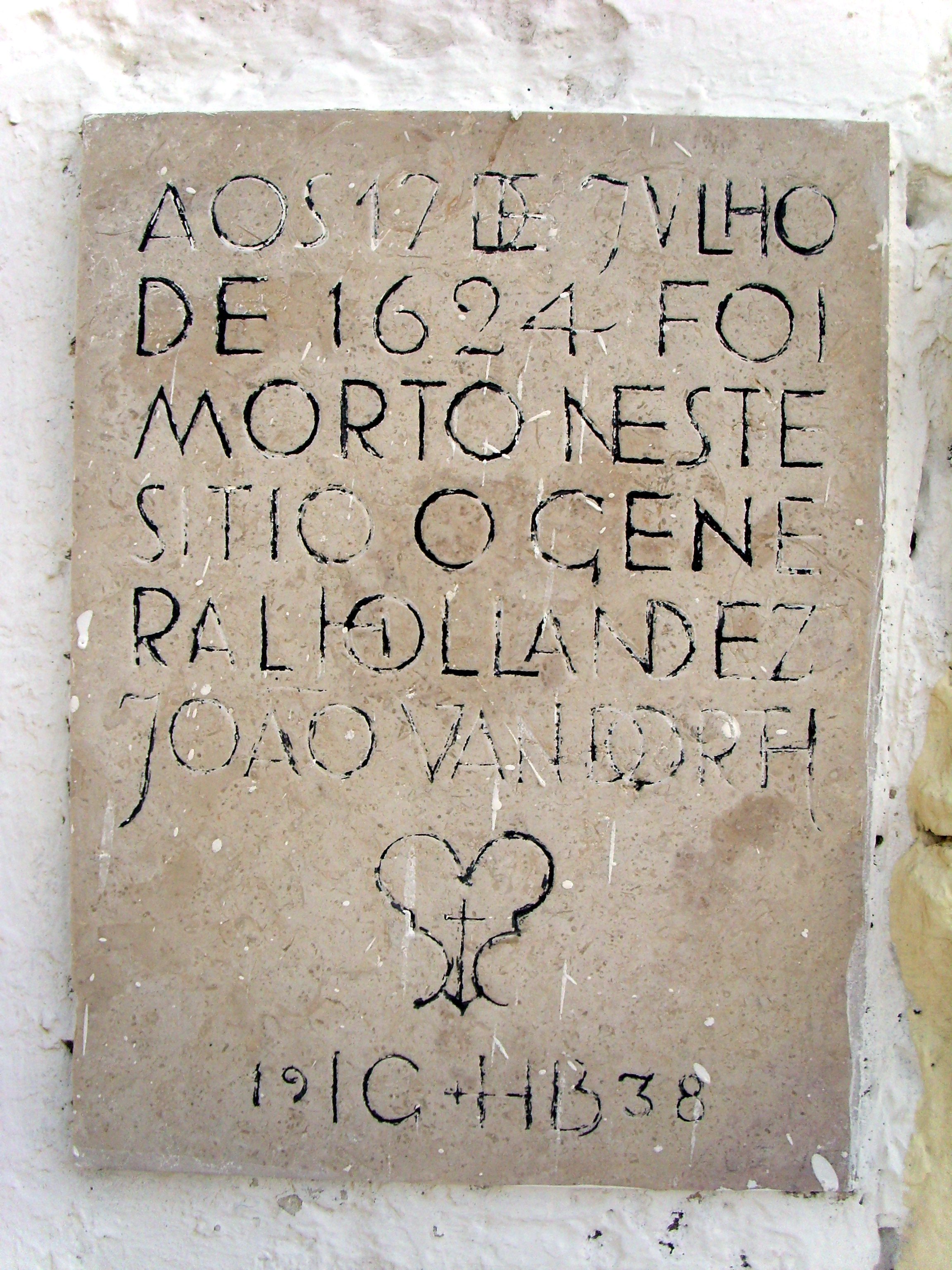

Johan van Dorth, ou Jan van Dorth, né en 1574 à Salvador de Bahia et mort le 17 juillet 1624 dans la même ville, est un général des Provinces-Unies, seigneur de Horst et Pesch et bourgmestre de Lochem.

## Biographie
Johan van Dorth est le deuxième fils de Seino van Dorth (1536-1605), gouverneur et landdrost de Zutphen, Lochem et Groenlo, et de Maria Droste van Senden. En 1602, il épousa Maria Adriana van Pallandt, grâce à laquelle il devint seigneur de Horst et Pesch.
En 1624, la Compagnie néerlandaise des Indes occidentales le nomma gouverneur de Bahia au début de l’histoire du Brésil néerlandais. Il fut tué par le capitaine Francisco Padilha dans une embuscade devant le Fort de Nossa Senhora de Monte Serrat.